# Capela de Nossa Senhora da Conceição (Santa Rita)
A capela de Nossa Senhora da Conceição é uma igreja histórica do município de Santa Rita, no estado brasileiro da Paraíba. Foi construída em 2 de agosto de 1851 pela Irmandade dos Pardos.